# Jens Vejmand
"Jens Vejmand" eller "Hvem sidder der bag skærmen?" er en dansk sang med tekst af Jeppe Aakjær i 1905 og melodi af Carl Nielsen i 1907. Som digt indgår den i digtsamlingen Rugens Sange og andre Digte fra 1906, men blev bragt første gang i dagbladet Politiken den 26. juni 1905.
Digtet er blevet kaldt "socialrealisme for fuld udblæsning", og i 2006 kom det med i Danmarks Kulturkanon.

## Tekst

### Inspiration
Jeppe Aakjær var på en tur sammen med Politikens redaktør, Ove Rode, og kom i snak med vejmand Thomas Petersen. Denne fortalte om sin forgænger i Ringkøbing Amt, Jens Nielsen, der lå begravet under et trækors på Tjørring Kirkegård lige over for, hvor samtalen fandt sted. Aakjær gav Thomas Petersen 25 øre som tak for hans beretning.
Det var Ove Rode, som opfordrede Aakjær til at skrive et digt på baggrund af beretningen, og det blev trykt i Politiken den 26. juni 1905.
Jeppe Aakjær har måske nok fået ideen til sangen ved at høre om Jens Nielsen fra Herning, men hans barndoms bekendte Gammel Iver spillede en afgørende rolle for sangen. Han havde været vejmand ved anlæggelsen af Hovedvej A 16 mellem Viborg og Holstebro og holdt sig i alderdommen fri af fattiggården ved at lappe veje for omegnens gårdejere. Historien, om at Jens Nielsen er den rigtige Jens Vejmand, er ikke korrekt ifølge Jeppe Aakjær.
Citat fra Jeppe Åkjærs erindringer: "Gammel Iver er prototypen på Jens Vejmand".[kilde mangler]
Jens Vejmands navn var Jens Nielsen (født 17. november 1832 i Herning, død 3. februar 1901 i Tjørring). Han var søn af husmand Niels Hansen fra Herning og hans hustru (Ane Ka)Trine Andreasdatter og blev 21. juli 1854 gift med Johanne Marie Pedersdatter i Herning. De fik ti børn, hvoraf seks overlevede barndommen. I 1866 flyttede de til Tjørring, og i 1873 blev Jens Nielsen ansat som vejmand i Ringkøbing Amt. Det var en stilling til fast løn som en tjenestekarls. Efter 25 års arbejde fik Nielsen et gratiale på 25 kr svarende til en månedsløn.
Jens Nielsen døde 68 år gammel i februar 1901. Ifølge kirkebogen døde han i "Hvilehuset" i Tjørring. Her boede han, ifølge folketællingsskemaet fra 1. februar 1901, hos en enke og hendes søn, til hvem han er anført som "slægtning". Der er endvidere anført i kolonnen til Anmærkninger "Sygdom nær Døden". Aakjærs ord i digtet om den "kolde decembernat" passer således ikke helt med historisk fakta. Der var på den tid heller ingen købstad på Herning-egnen, da Herning først blev købstad i 1913, så "Staden" må henvise til Skive.[kilde mangler]

### Digtet
Jeppe Aakjær har selv dateret digtet til 19. juni 1905.
Han boede da i Jebjerg.
Digtet er på seks strofer med hver otte verselinjer. Hver anden linje har enderim efter skemaet abcbdefe. Gennemgående er femte verselinjes "Det er såmænd Jens vejmand" der varieres lidt i de to sidste strofer.
August F. Schmidt har påpeget at frasen "Det er såmænd Jens vejmand" forekom i lidt anderledes form i Valdemar Rørdams Gudrun Dyre, der var en versfortælling udgivet i 1902.
"Jens Vejmand" nævnes i afsnittet "Badet og Brevet".
Midtvejs, i Tjørnedalen,

hvor Droslen, Nattergalen

og Tornskaden bygger,

og hvor nylig Generalen

har givet Jens Vejmand

fri Græsning til hans Ko,

dær deler denne Markvej,

dette Spor sig i to.
og senere i afsnittet "Maj"
Dær gik såmænd Jens Vejmand

og flyttede sin Ko.
Aakjærs digt blev angrebet af Mads Jepsen der i 1910 udgav en bog om "Jens Vejmand".
Jepsen mente at digtet var skadeligt da det nedbrød agtelsen for arbejdet.

## Musik
Om tilblivelsen af musikken fortalte Carl Nielsen i et avisinterview til Nationaltidende i 1918:
| „ | Med de smaa Arbejder er det anderledes. Der er ingen tid til Udvikling, og dér må jeg vente, til Øjeblikket kommer. Det kan komme straks, men det kan også lade vente på sig. Og der ligger ofte for mig et stort Arbejde bag en lille Ting. F.eks. Melodien til ‘Jens Vejmand’ kostede mig mange – vist over 50 – forgæves Forsøg gennem 3-4 Maaneder; jeg syntes at alle de Melodier jeg havde fundet, var for kunstige, og jeg havde egentlig slået Digtet helt af Tankerne. Men så en skøn Dag meldte Melodien sig ganske af sig selv – en Dag, jeg stod og skulle med Toget til Klampenborg – og saa var den nedskrevet i Løbet af faa Minutter. | “ |

På trykkerens manuskript findes datoen 25. juni 1907.
Det er af flere forskellige biografer blevet påstået, at Carl Nielsen skrev melodien nødtørftigt ned på en manchet i en sporvogn.
Myten synes at begynde med Torben Meyers biografi fra 1947.
Den bliver gengivet i Steen Chr. Steensens biografi fra 1999 og af Georg Metz og DR.
Metz skriver i sin bog fra 2008 at komponisten "ved et sporvognsstoppested pludselig var blevet blevet inspireret og skyndsomst havde noteret temaet på sin manchet"
og DR: "Men en dag var han ude og køre med sporvogn, og vips kom melodien pludselig flyvende til ham. For at den ikke skulle fordufte med det samme, skrev han den på sin skjortemanchet!"
I avisinterviewet i Nationaltidende er det dog et andet tema der blev noteret ned på denne måde ("Jens Vejmand" regnes blandt "de smaa Arbejder"):
| „ | Det kan hænde, at et Tema melder sig fuldt færdigt. Saaledes husker jeg, at Hovedtemaet til et af mine større Arbejder kom til mig en Dag, jeg stod bag paa en Sporvogn. Og det kom med saa stor Paatrængenhed, at jeg i en Fart maatte kradse det ned dels paa en Lap Papir, jeg havde i Lommen, dels paa min ene Manchet. | “ |

Ove Steen Smidt mener, at der med "Hovedtemaet til et af mine større Arbejder" er tale om motivet til strygekvartetten i F-Moll fra 1890.
Mens det fra anden side hævdes at det refererer til hovedtemaet i første sats af Sinfonia Espansiva der er skrevet i 1910.
Om Nielsens melodi har Anita Brask Rasmussen skrevet at den "er ligetil og respektfuld over for den historie, der fortælles, og man fornemmer endog i tonernes stilfærdige melankoli".
I hvilken grad Carl Nielsen havde intention om at skrive en folkelig sang er et spørgsmål.
Nielsen-kendere har foreslået at den i stedet kan anses som en lied og som en pastiche over en skillingsvise, — "en iscenesat vise".
H. Grüner-Nielsen har hævdet af Carl Nielsens melodi er baseret på en gammel fynsk almuemelodi.

### Charles Kjerulfs version
Charles Kjerulf komponerede en version. Den blev udgivet i 1909.
Første linje lyder

## Udgivelser
Carl Nielsens komposition blev udgivet i 1907 i Strofiske Sange, hvor seks andre Carl Nielsen-sange også blev udgivet. Den findes i det første hæfte.
"Jens Vejmand" var den eneste af de syv sange der havde en gennemført form som folkelig sang, mens de andre havde et vist præg af kunstsang over sig.
Den er anset som "nok den første rigtigt folkelige sang" Nielsen slog igennem med.
For at nå det tyske marked havde musikforlaget også oversat sangteksterne til tysk.
Den tyske titel er "Der alte Steinklopfer".
En indskanning af udgivelsen er tilgængelig fra International Music Score Library Project.
Det Kongelige Bibliotek er i besiddelse af nodeark, hvor melodiens skitse findes. Der er sangen sat i C-dur.
Biblioteket har også det 8-siders renskrevne manuskript. Her er sangen i D-dur og med melodistemme og klaverarrangement.
Begge manuskripter er indskannet og gjort tilgængeligt fra bibliotekets hjemmeside.
En af de første sangbøger hvor Jens Vejmand kom med var teologen Johan Borups Dansk Sangbog fra 1914. Her findes digtet i afsnittet "Hverdagens Sange" og uden noder, blot med angivelsen "Melodi af Carl Nielsen".
Carl Nielsen var tilknyttet arbejdet med denne sangbog.
I Højskolesangbogens 19. udgave er sangen nummer 91.
Den findes også i 555 sange.
Her er den i D-dur med melodi og becifring og i afsnittet "Nyere viser".
I Edition Wilhelm Hansens blå Sangbogen findes den i afsnittet "nyere dansk" og ligeledes i D-dur med melodi og becifring.
Michael Bojesen står for et SATB (en)-arrangement af sangen.

### Honorar
Både Aakjær og Nielsen har ytret, at de følte sig snydt over den betaling, som de fik for "Jens Vejmand". Efter sigende modtog Aakjær 20 eller 25 kr af Politiken for digtet, hvilket svarede til omkring 1.700 kr i 2017. Nielsen mente ligeledes, at det honorar, som han fik fra Wilhelm Hansen på 50 kr (ca. 2400 kr i 2017) var for lidt for den melodi han havde skrevet. Sammen med seks andre sang og "4 Aars Komponistgage (1500 Kr)" skulle han dog have fået 2.700 kr.
Forlaget Wilhelm Hansen kommenterede selv på honoraret i Politiken i 1955.
Her nævnte de at de havde solgt 5.000 eksemplarer af Strofiske Sange hvor udsalgsprisen var to kroner, mens for en særskilt Jens Vejmand-udgave havde de solgt 7.800 eksemplarer hvor udsalgsprisen var 75 øre. Når de fraregnede rabat til forhandlerne og andre omkostninger mente de at have haft en nettofortjeneste på 5.000 kroner. De skrev videre:
| „ | Af komponisten Carl Nielsen har vi i aaret 190[?] købt 7 forskellige værker, heriblandt de "strofiske sange" med "Jens Vejmand" for et fast honorar plus 1 aars komponistgage. Det er selvfølgelig meget beklageligt, at Jeppe Aakjær ikke har haft nogen indtægter af sit digt i forbindelse med musik, men Jeppe Aakjær har selv givet tilladelse til optagelse i "Politiken" uden noget forbehold. Paa den tid saa iøvrigt de fleste digtere deres interesse i ikke at beskytte deres digte. | “ |

## Opførsler og indspilninger
Uropførelsen var i Odd Fellow Palæet den 30. november 1907
hvor Johanne Krarup-Hansen sang strofiske sange af Carl Nielsen akkompagneret af pianisten Henrik Knudsen.
To år efter uropførelsen tog tidens førende tenor Vilhelm Herold "Jens Vejmand" på repertoiret og ydermere indspillede sangen til grammofon.
Sangen blev transmitteret otte gange fra DR i Carl Nielsens livstid, — første gang den 30. januar 1926.
En indspilning af Poul Reumerts deklamation af digtet blev udgivet i 1939 på 78'er af His Master's Voice.
Flere danske mandlige sanger har indspillet sangen til udgivelse på 78'er.
Tenor fra Det Kongelige Teater Rudolf Hartelius udgav sin version i 1914.
Aksel Schiøtz' indspilning er fra 27. juni 1941. Han var akkompagneret af Holger Lund-Christiansen.
Kongelig kammersanger Einar Nørby sang med Gulberg Nørby på flygel,
mens Hans Meyer Petersen havde ledsagelse af M. Klitgaard.
Marius Jacobsen var akkompagneret af orkester.
Blandt nyere mandlige solister der har indspillet sangen er Poul Bundgaard, Ulrik Cold,
Ib Hansen
og Sigurd Barrett.
Af kvindelige solister der har indspillet Jens Vejmand er Lene Siel.
Den findes på hendes album I Danmark er jeg født fra 1998.
Bo Holten har dirigeret to kor der har indspillet Jens Vejmand.
Ars Novas version blev indspillet i Kastelskirken i slutningen af 1995 og udgivet på deres album Carl Nielsen sange. Det var med et korarrangement af Henrik Metz.
Holten dirigerede også et Metz-arrangement med Musica Ficta, der er udgivet i deres albumsrække Den danske Sangskat.
De Nattergales version er a cappella og forekommer på albummet Hva' har vi da gjort ... siden vi ska' ha'et så godt.
En videooptagelse fra 2017 findes med sangerinden Oh Land, DR PigeKoret og Phillip Faber.
I DR's tv-programserie Morgensang sang Kaya Brüel "Jens Vejmand" akkompagneret af Ole Kibsgaard.

### Instrumentaludgaver
Grammophon-Orkester indspillede en polkavariation for orkester som "Jens Vejmand Polka" og udgav den på 78'er.
Et blæserarrangement er indspillet af Carl Nielsen-Kvintetten.
Duo Concertantes version med Kim Sjøgrens violin og Lars Hannibals guitar er fra 1990.
Erik Mosehold Trios indspilning fra 1961 af Finn Saverys arrangement af sangen er det tidligste eksempel på en jazz-udgave af en Nielsen-sang.
Af andre jazz-musikere der har indspillet sangen er Carl Nielsen Jazz Trio, Frej's Jazz, Erik Grib, Uffe Steen/Jens Jefsen og Hans Ulrik/Th. Clausen/Anders Jormin.
Ulrik-Clausen-udgaven fra 1998 er med bluesfrasering og "hard bop groove".

## Vurderinger
"Jens Vejmand" blev overordentlig populær.
Ved Berlingske Tidendes avisafstemning i 1999 om århundredets danske sang blev sangen stemt ind på omkring 12-pladsen.
Omtrent samme placering fik sangen ved DR P2's lytteres afstemning over danske sange i 2015.
I 2018 kom den på en liste over de 100 populæreste sange fra Højskolesangbogen.
Ved en afstemning i 2021 blandt Kristelig Dagblads læsere over de bedste danske sange var sangen nede på en 38. plads.
Klaus Lynggaard har kaldt den en af "de stedsegrønne tonsætninger af uopslidelige digte",
og Christoffer Kejser Larsen har anbefalet den som en af de fire bedste arbejdersange.
I 2024 satte Dagbladet Informations skribent Anita Brask Rasmussen den som den smukkeste sang på dansk.
Aakjær var også tilfreds med Nielsens melodi og skrev til ham:
| „ | Jeg skylder Dem min varmeste Tak for den uforlignelige Melodi, De med saa nænsom Haand har svøbt om min ”Jens Vejmand”. Jeg kunde ikke ønske mig en skjønnere, en mere sjælfuldt rørende. Ord og Melodi har her fundet hinanden i et Kys, - saadan skal det være! | “ |

Carl Nielsens egen kommentarer til sangen er også kommet lidt til udtryk.
I et interview udtalte han sig om kunstens vilkår og kaldte sangen Jens Vejmand for hans største succes:
| „ | Jeg fraraader Ungdommen at blive Kunstnere, fordi det er umuligt at leve af det her i Landet, hvis man ikke har Held med en Foxtrot el.l.. Min største Succes har været "Jens Vejmand", og den fik jeg 50 Kroner for en Gang for alle" | “ |

I en anmeldelse af en af de første opførelser af sangen, koncerten med Johanne Krarup-Hansen den 29. november 1907 skrev Børsen at "Jens Vejmand" var "en rigtig Træffer, som nok inden lang Tid skal blive folkekær, saa lige ud ad Landevejen den virker i sin knappe og let tilgængelige Illustration".
Sangens popularitet gik Carl Nielsen på. I et brev fra 1945 skriver Johannes Jørgensen
| „ | Jeg husker, at jeg en Sommerdag gik i Dyrehaven med hans Datter [Carl Nielsens datter Irmelin] — vi hørte en lirekasse spille 'Jens Vejmand', og hun sagde 'Far kan ikke taale at høre den Vise mere!' | “ |

"Jens Vejmand" er med i Kulturkanonen fra 2006, som en ud af 12 højskolesange.
I 2008 var det på tale, at "Jens Vejmand" skulle indgå i en ny sangbog for folkeskolens mindste klasser.
Erling Olsen angav digtet som sit yndlingsdigt, og i en kort motivation skrev han "Den stærkest virkende agitation for et mere retfærdigt Danmark end datidens".
I en kronik om kunstens rolle i samfundet skrev Mogens Jensen, at Jeppe Aakjærs "tekst til Carl Nielsens melodi i ’Jens Vejmand’ har betydet mere for den folkelige sociale forståelse i Danmark end de fleste taler fra Folketingets talerstol."
Niels Kærgård og Marianne Jelved påstod i en artikel, at "der er historikere, der nævner [Jeppe Aakjærs] person "Jens Vejmand", som af større betydning for den danske velfærdsstats dannelse end Karl Marx."
Klaus Lynggaard erindrer sangen fra skolens morgensang.
Af kritisk indstillede finder man J.F. Willumsen.
Hans Bendix fortæller
| „ | Willumsen hånede Carl Nielsen, han leflede for det folkelige med musikken til "Jens Vejmand" og "Jeg bærer med smil min Byrde". Carl Nielsen ville ikke kun lave kammermusik for udvalgte få. Willumsen mente ikke, at folket havde nogetsomhelst forhold til kunst. Han var aristokraten. De skændtes." | “ |

## Vejmanden i kulturarven
Vejmanden optræder som motiv hos flere kunstnere. I Andreas Juuels maleri Parti fra Geels Bakke ved Røjels Bom er figuren malet nederst i højre hjørne, hvor han sidder bag en skærm. H.A. Brendekildes maleri En Landevej ses en vejmand i vejsiden sammen med sins kone og et barnebarn.
Nord for Tjørring, hvor Aakjær mødte manden, som gav ham inspiration til digtet, blev der i 1984 rejst et monument til minde om Jens Vejmand udført af den danske billedkunstner Erik Heide.
Ved Jenle står en stenskulptur af Jens Vejmand udfærdiget af den pensionerede landmand Jakob Kristian Vestergaard.